# Labetalol
Labetalol é um fármaco utilizado pela medicina como vasodilatador, indicado em hipertensões leve até moderada e também na hipertensão na gravidez. Labetalol é um bloqueador alfa e beta, que causa vasodilatação e diminuição de resistência vascular e queda de pressão, em virtude do bloqueio alfa; o bloqueio beta protege o coração de respostas reflexas indesejadas (ritmo e rendimento).

## Reações adversas
Geralmente ocorrem no início do tratamento e são passageiros. Vertigem, cefaleia, cansaço são as principais reações secundárias.

## Contra-indicações
As principais contra-indicações são hipersensibilidade aos componentes da fórmula, bloqueio atrio-ventricular, choque cardiogênico, e estados ligados à bradicardia e hipotensão.

## Stereoquímica
Labetalol contém dois centros estereogênicos e consiste em quatro estereoisómeros. Esta é uma mistura de ( R ,  R ) -, ( S ,  R ) -, ( R ,  S  ) - e o ( S ,  S ) - formulário:
| Stereoisomers of Labetalol | Stereoisomers of Labetalol |
| -------------------------- | -------------------------- |
| CAS-Nummer: 75659-07-3     | CAS-Nummer: 83167-24-2     |
| CAS-Nummer: 83167-32-2     | CAS-Nummer: 83167-31-1     |